# Minikowo (Poznań)
Minikowo (hist. Ninkowo, Nincowo, Nyenchow) – część Poznania, na osiedlu samorządowym Starołęka-Minikowo-Marlewo. Sąsiaduje ze Starołęką Wielką i Marlewem.
Wieś duchowna Ninkowo, własność kapituły katedralnej poznańskiej, pod koniec XVI wieku leżała w powiecie poznańskim  województwa poznańskiego.	

## Charakter
Osiedle domów jednorodzinnych z niewielkim udziałem drobnego biznesu. Centralnym punktem osiedla jest rondo od którego odchodzi aż 6 ulic. Przy rondzie znajdują się główne przystanki autobusowe linii MPK Poznań  189, 194 i 211, szkoła podstawowa, minimarket oraz inne lokale usługowo-handlowe.

## Historia
W 1235 Władysław Odonic nadał ją archidiakonowi poznańskiemu Piotrowi w dożywocie, następnie przeszła na kapitułę poznańską. W odróżnieniu od sąsiedniego Garaszewa pozostaje w niezmienionej lokalizacji. Znajdował się tutaj dwór regensa (rządcy) wraz z zabudowaniami gospodarczymi, jak również karczma. W 1890 wieś liczyła 27 dymów, 246 mórg, 239 katolików, 7 ewangelików. W połowie XIX wieku wieś została częściowo zasiedlona przez potomków Bambrów z Czapur i Wiórka. Zachowało się po nich kilka starych domów, m.in. dom Muthów, dom przy ul. Hrubieszowskiej 14, gospodarstwo Schneiderów z 1909 przy ul. Minikowo 7 oraz przy ul. Baranowskiej 12 (z zabytkową figurą maryjną), czy dom w formie dworku przy ul. Ożarowskiej 40. Przy ul. Hrubieszowskiej 14 stoi ponadto kapliczka św. Jana Nepomucena z 1886.
Włączone do miasta w 1940, wraz z wieloma innymi, prawobrzeżnymi częściami miasta.
31 stycznia 1985, w wyniku awarii magistrali wodnej przy ul. Oświęcimskiej, utworzyło się rozlewisko o powierzchni 15 hektarów – zalaniu uległo 30 budynków mieszkalnych.

## Osobliwości
W 1982, podczas prac archeologicznych, natrafiono tu na ślady szkieletowego cmentarzyska, prawdopodobnie wczesnośredniowiecznego.
Pamiątką bamberską jest figura Matki Boskiej na ul. Baranowskiej 12. Przy ul. Hrubieszowskiej 14 stoi słupowa, przeszklona kapliczka przydrożna św. Jana Nepomucena, wzniesiona wraz z gospodarstwem w 1886. Stoi nieco w głębi zabudowań, ponieważ wzniesiono ją dokładnie w miejscu znalezienia niezidentyfikowanych ludzkich kości. Na skrzyżowaniu ulic Sandomierskiej i Nowosądeckiej stoi drewniany krzyż ufundowany przed II wojną światową przez rodzinę Wojkiewiczów. Zniszczony przez nazistów niemieckich, odbudowany po wojnie i zastąpiony nowym, dębowym w początku lat 90. XX wieku przez kolejne pokolenie Wojkiewiczów.

## Toponimia
Nazwy ulic w tej części miasta pochodzą od miast wschodniej (np. Pińczowska, Kielecka, czy Jędrzejowska) i południowej (np. Oświęcimska, Żorska, czy Olkuska) Polski, jak również od terminologii żeglarskiej. Nietypowe są dzieje ul. Władysława Kotwicza, orientalisty (1872-1944), którą podaje się w tym brzmieniu od lat 80. XX wieku. Nazwę nadano w 1935 w sąsiedztwie Żeglarskiej i Masztowej, a pochodziła ona od kotwicy. Nazwę skalkowali też niemieccy okupanci, nadając traktowi nazwę Ankerstrasse (Kotwicza od kotwicy).

## Hydrologia
Przez Minikowo przepływa Rów Minikowski, ze źródłem pomiędzy ul. Zaklikowską a lotniskiem wojskowym, natomiast kończący swój bieg w lesie pomiędzy ul. Głuszyna a ul. Strzeleckiego. Drugi ciek wodny (Starynka) ma źródło przy skrzyżowaniu ul. Żeglarskiej i ul. Opoczyńskiej, płynie wzdłuż ulicy Nad Starynką, a uchodzi do Warty przy ul. Starołęckiej (w pobliżu ul. Makoszowskiej). Przy południowej granicy znajdują się strumień Czapnica oraz stawy o tej samej nazwie.